# Metasphenisca reinhardi
Metasphenisca reinhardi es una especie de insecto del género Metasphenisca de la familia Tephritidae del orden Diptera.

## Historia
Christian Rudolph Wilhelm Wiedemann la describió científicamente por primera vez en el año 1824.